# 前线任务 (1982年游戏)
《前线任务》是一款由太东公司制作和出品的军事类战斗游戏。游戏首先于1982年在街机发行，后移植至其他平台。
玩家的角色是一名孤身作战的战士，最初为步行，之后可以乘坐坦克车。战士的武器有步枪和手榴弹。目的是攻取敌人堡垒。